# 丹尼爾Y3自動榴彈發射器
丹尼爾Y3是一款南非亞蘭有限公司所研製、而目前由丹尼爾陸地系統分部所生產的40毫米自動榴弹发射器，發射40×53毫米高速榴彈。

## 歷史
最初在1980年代，Y3由位於南非首都比勒陀利亞的亞蘭有限公司以步兵支援用途武器而開發，並且命名為AS88。其後專利權被維克多武器公司所收購後作出修改，並且改稱為AGL-40；而維克多武器公司後來成為了丹尼爾公司的其中一個部門以後又進一步增強功能，包括發射速率升級和增加了一台彈道電腦。1998年，Y3進行最終的合格性測試；而2002年，則進行操作測試。2003年，Y3於英國倫敦舉行的國防安全及設備國際展覽會（DSEI）期間首度推出。

## 設計細節

### 操作機構和特徵
Y3發射40×53毫米高速中彈道口徑榴彈，其發射速率為425發／分鐘（～7發／秒），另一方面可以為了節約彈藥而降低至360發／每分鐘（通過改變槍口增壓器杯位置）。通過槍管長行程後座作用原理操作的Y3，在反後座力時以開放式槍栓射擊（以盡量減少彈箱內的彈藥的引燃風險）。雖然所有移動組件能夠緩衝，以減少後座力和震動，它卻沒有常規供彈槓桿機構。供彈方向和彈箱架可在現場進行更換而無需額外的組件，而且還能夠設為兩邊同時供彈：使得Y3可以選擇兩種不同類型的40毫米榴彈。
雖然能夠通過車載用托架系統裝在载具上，該發射器也可於安裝三腳架後在地面上由步兵操作使用：從而得到穩定性和現地機動性。由一隊3名操作員所操作的Y3自動榴弹发射器通常使用手動扳機和鏟型握把，而供車輛安裝及發射時則可以螺線管控制擊發系統將手動扳機和鏟型握把取代。由於其後座力較低和槍機重量輕，它也是目前唯一重量輕而兼容飛行平台的大炮型武器。

### 功能說明
- 以彈鏈連接的榴彈會從彈箱被送出，通過棘爪（通過槍管運動激活，並與供彈滑動組件裡的凸輪一起連動）並且進入槍管上方的位置。
- 從這個位置，後膛（英语：Breechloader）的抽殼鈎（英语：Extractor (firearms)）會夾著榴彈彈殼的底部，然後在後膛向後運動的時候從彈鏈取出榴彈。
- 然後，榴彈會被向下推，並通過另一個凸輪與槍管對準。
- 發射以後，空彈殼會通過位於Y3自動榴彈發射器底部的一個開口（即拋殼口）排出。[1][參⁠ 5]

### 電子瞄準具
由於Y3所使用的40毫米榴彈的拋物線軌跡路徑，因此可以利用Y3去對付一些離開了使用者在使用直接瞄準具瞄準時的目標（例如超過覆蓋或障礙物，或是在周圍的拐角處；高達60°的仰角）。然而，這種間接火力模式只有在戰鬥的情況下可以實事求是地進行，如果其目標的坐標是已知的（例如，從前方的資訊觀測哨站計算），否則Y3就只能充當（範圍傷害相對較低的）迫击炮而已。而被稱為「LobSight」的鏈接式電子彈道電腦也可以用來加強這個“光電”瞄準具。通過計算其位置、方向和擊中指定目標時Y3自動榴彈發射器的所需角度，LobSight能極大的幫助瞄準上修改：提供了最佳的榴彈影響和彈藥的使用情況。如果這個數據未知，Y3自動榴彈發射器仍然可以用於訂定壓制火力打擊可能的敵人的位置；但是，除非裝上了一具雷射瞄準器或是瞄準鏡，否則會再一次降低其精度

### 彈藥
40毫米Y3自動榴彈發射器可以發射一系列各種而範圍廣泛的20或32發金屬製彈鏈掛鉤連接式40×53毫米“高速”榴彈。40×53毫米高速榴彈也被其他自動榴彈發射器，例如Mk 19和Mk 47「打擊者」所使用；而在火力方面亦比手持式榴彈發射器所使用的40×46毫米“低速”榴彈更為強大。
M383、M648高爆（High Explosive，HE）榴彈
設計主要是用於對車輛和人員上的用途（具有5 公尺的殺傷半徑）。
M430高爆雙用途（High Explosive Dual Purpose，HEDP）榴彈
雖然這種榴彈具有一定程度的穿甲能力（乾淨俐落地貫穿50毫米的裝甲鍍層，或是350毫米的混凝土），它的主要設計還是用於對裝甲車輛和防禦工事上的用途。
M385訓練（Practice，P）榴彈
這種榴彈，雖然不是「活」的，但仍然會產生閃光和煙霧；於現實的模擬和訓練中使用。
打靶訓練曳光彈（Target Practice Tracer，TPT）榴彈
雖然類似於練習榴彈，這種榴彈也會產生類似於其它曳光彈的可見光線軌跡。
M922打靶訓練彈（Target Practice，TP）榴彈
這種榴彈是惰性彈藥，雖然有著與高爆榴彈和高爆雙用途榴彈相同的彈道性能。亦會於現實的模擬和訓練中使用。

### 戰術應用
進攻方面
- 步兵及裝甲部隊的火力支援
- 伏擊敵軍及車隊
- 為登陸突擊部隊提供壓制火力支援
- 在敵人後方的戰術操作
- 高彈道架空射擊（〜45—60°的仰角）以提供掩護火力或如迫擊砲般的砲擊
- 特種作戰或隱蔽的托詞

防禦方面
- 步兵及裝甲部隊的火力支援
- 護航保護
- 基地及碉堡防禦
- 保護跑道、防空砲台和其他空軍設施，以及港口和海上設施
- 裝甲車輛的舾裝
- 以迫擊砲轟炸的方法殺傷敵方人員

### 附件
該武器亦配有一個大型輸送盒，Y3自動榴彈發射器和瞄準具線束、彈藥線束和三腳架，托架和工具包線束；伴隨著還有一個工具包、瞄準燈和桿。另外，通過戰術和隱蔽性質，還可以加裝定制附件。

## 丹尼爾Y3與現代世界相若的自動榴彈發射器比較
|                              | 南非 · 丹尼爾Y3 AGL          | 乌克兰 · UAG-40 | 俄羅斯 · AGS-40                           | 美国 · Mk 47 Mod 0 | 德国 · HK GMG             | 西班牙 · SB LAG 40 | · 大宇K4  | 日本 · 豐和96式 |
| ---------------------------- | ---------------------------- | --------------- | ----------------------------------------- | ------------------ | ------------------------- | ------------------ | --------- | --------------- |
| 外觀                         |                              |                 |                                           |                    |                           |                    |           |                 |
| 採用年份                     | 2007年                       | 2010年          | N/A                                       | 2003年             | N/A                       | N/A                | 1992年    | 1996年          |
| 子彈                         | 40×53                        | 40×53           | 40毫米無彈殼榴彈7P39                      | 40×53              | 40×53                     | 40×53              | 40×53     | 40×56           |
| 裝彈數，發                   | 20                           | N/A             | 20                                        | N/A                | 32                        | 24／32             | N/A       | 50              |
| 重量，公斤： 本體重量 總重量 | 18.0 33.1                    | 17.0 31.0       | N/A 32                                    | 18.0 41.0          | 29.0 46.5                 | N/A 34.0           | 35.3 65.9 | 24.5 N/A        |
| 槍管長度，毫米               | 335                          | 400             | N/A                                       | 330                | 577                       | 415                | 412       | 454             |
| 全長，毫米                   | 861                          | 960             | N/A                                       | 940                | 1,175                     | 960                | 1,094     | 975             |
| 發射速率，發／分鐘           | 280—320                      | 400             | 400                                       | 225—300            | 340                       | 215                | 350       | 250—350         |
| 槍口初速，米／秒             | 240                          | 240             | N/A                                       | N/A                | 245                       | 242                | 240       | N/A             |
| 標準瞄準具型式               | 光學或電子瞄準具（彈道電腦） | PAG-17          | 機械瞄具（基座） 光學或光電瞄準鏡（可選） | AN/PWG-1           | 後備機械瞄具 反射式瞄準具 | 機械瞄具           | 機械瞄具  | 機械瞄具        |
| 最大射程，米                 | 2,200                        | 2,200           | 2,500                                     | 2,200              | 2,200                     | 2,200              | 2,200     | N/A             |

## 註解
1. ↑  機槍重量，不包括彈箱
2. ↑  AN/PWG-1瞄準火控系統包括日間3倍放大倍率及內置顯示器上顯示的電視瞄準圖像，再加上激光測距儀和彈道電腦。瞄準裝置還有連接接口，連接到熱成像紅外夜視儀上，供夜間使用。使用者可通過火控系統，以LVS準確地測量目標距離和根據顯示出的預測彈著點，準確地達命中目標。
3. ↑   註:

## 外部連結
- （英文）—Military, Security and Civilian Guns and Equipment—Denel Y3 AGL Automatic Grenade Launcher（页面存档备份，存于）
- （英文）—Weapon.ge—Vector Y3 AGL（页面存档备份，存于）